# Düwag M/N
De Düwag M/N is een door Düwag gebouwde serie Stadtbahn-trams. Het type tram is een doorontwikkeling van de gelede tram die Düwag vanaf 1956 leverde. Om deze trams geschikt te maken voor Stadtbahn diensten, werden ze uitgevoerd met klaptreden bij de deuren. Zodoende konden ze zowel bij lage (op straat) als bij hoge perrons (in tunnels) passagiers laten in- en uitstappen. De voertuigen –in totaal 326 stuks– zijn tussen 1975 en 1990 gebouwd. Indien de gefacelifte versies voor Bielefeld worden meegerekend zijn dit 380 stuks, waarvan 88 exemplaren voor normaalspoor.

## Varianten
Er bestaan versies voor metersporige (M) en voor normaalsporige (N) netten. Ook zijn trams in twee lengtes geleverd: tweedelige, de zesassers (6) en driedelige, de achtassers (8). Er zijn drie technische uitvoeringen geleverd: met stuurstroomschakeling (S), met chopperaansturing (C) en met draaistroommotoren (D).

## Leveringen

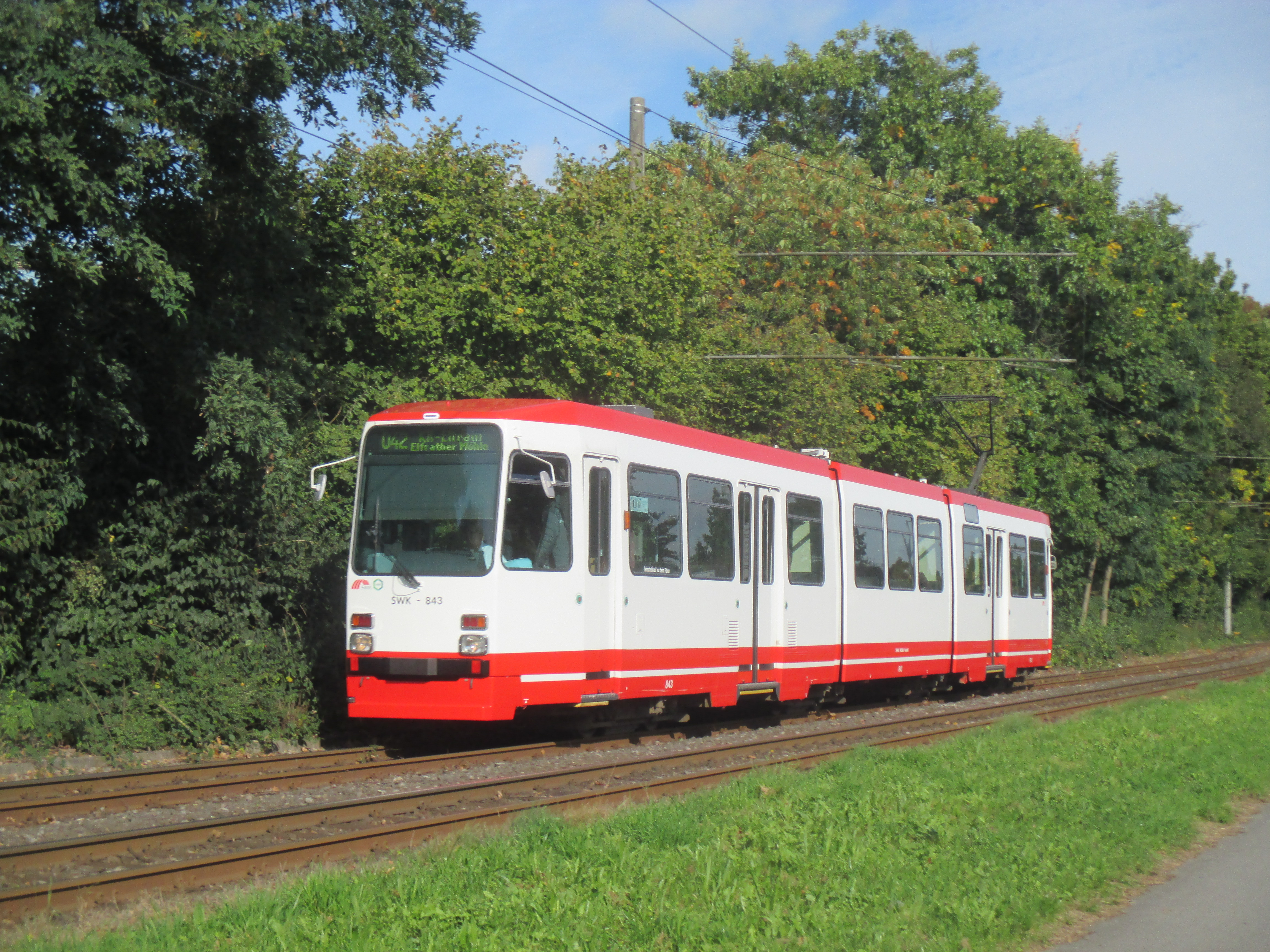
Lange versie in Krefeld

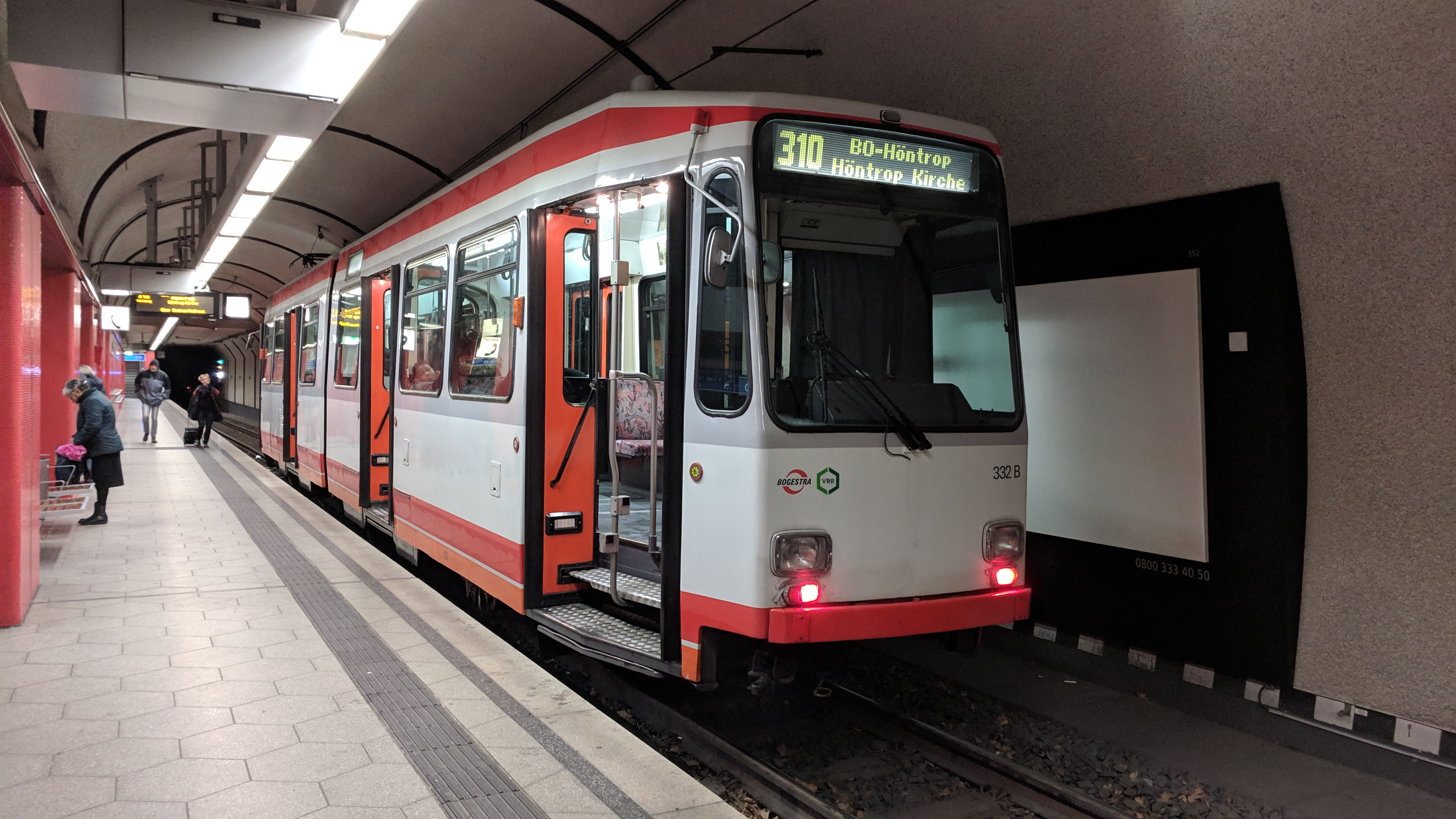
Korte versie in Bochum

Nieuw zijn deze trams van Düwag alleen aan Duitse steden geleverd: Augsburg (12), Bielefeld (48), Bochum/Gelsenkirchen (55), Dortmund (54), Essen (76), Heidelberg (8), Kassel (22), Krefeld (20), Mainz (6), Mülhein (24) en Neurenberg (12). De zesassers zijn alleen aan Bochum/Gelsenkirchen en Mülheim geleverd.
Daarnaast zijn er exemplaren onder licentie gebouwd voor de Oostenrijkse steden Linz en Graz. Een verbeterede versie is van 1994 tot 1998 voor Bielefeld gebouwd in een oplage van 36 stuks.
Na tientallen jaren in Duitsland te hebben dienstgedaan zijn in de 21e eeuw vele exemplaren aan bedrijven in Polen verkocht, de meeste aan Gdańsk. Daar zijn ze (soms uitgebreid) gerenoveerd, zelfs verbouw tot gedeeltelijk lagevloertrams heeft plaatsgevonden.